# Golden Globe 1955
La 12ª edizione della cerimonia di premiazione di Golden Globe si è tenuta il 24 febbraio 1955 al Cocoanut Grove dell'Ambassador Hotel di Los Angeles, California.

## Premi per il cinema
Vengono di seguito indicati in grassetto i vincitori.
Ove ricorrente e disponibile, viene indicato il titolo in lingua italiana e quello in lingua originale tra parentesi.
- Miglior film drammatico: Fronte del porto (On the Waterfront), regia di Elia Kazan
- Miglior film commedia o musicale: Carmen Jones (Carmen Jones), regia di Otto Preminger
- Miglior film promotore di Amicizia Internazionale: La lancia che uccide (Broken Lance), regia di Edward Dmytryk
- Miglior regista: Elia Kazan - Fronte del porto (On the Waterfront)
- Miglior attore in un film drammatico: Marlon Brando - Fronte del porto (On the Waterfront)
- Miglior attrice in un film drammatico: Grace Kelly - La ragazza di campagna (The Country Girl)
- Miglior attore in un film commedia o musicale: James Mason - È nata una stella (A Star Is Born)
- Migliore attrice in un film commedia o musicale: Judy Garland - È nata una stella (A Star Is Born)
- Miglior attore non protagonista: Edmond O'Brien - La contessa scalza (The Barefoot Contessa)
- Migliore attrice non protagonista: Jan Sterling - Prigionieri del cielo (The High and the Mighty)
- Migliore attore debuttante
  - Joe Adams
  - George Nader
  - Jeff Richards
- Migliore attrice debuttante
  - Shirley MacLaine
  - Kim Novak
  - Karen Sharpe
- Miglior film straniero
  - La rivale di mia moglie (Genevieve), regia di Henry Cornelius (1953)
  - Ventiquattro occhi (Nijushi no hitomi), regia di Keisuke Kinoshita (Giappone)
  - Vivrò nel tuo ricordo (Las mujer de las camelias), regia di Ernesto Arancibia (Argentina)
  - Via senza ritorno (Weg ohne Umkehr), regia di Victor Vicas (Germania)
- Migliore sceneggiatura: Billy Wilder, Samuel A. Taylor e Ernest Lehman - Sabrina (Sabrina)
- Migliore fotografia
  - Bianco e nero: Boris Kaufman - Fronte del porto (On the Waterfront)
  - Colore: Joseph Ruttenberg - Brigadoon (Brigadoon)

## Premi onorari

### Golden Globe alla carriera
- Jean Hersholt
- Joan Crawford
- Stanley Kramer

### Golden Globe Speciale
- John Ford pioniere nell'industria cinematografica
- Herbert T. Kalmus pioniere nell'utilizzo del colore nella fotografia cinematografica
- Dimitri Tiomkin per l'utilizzo creativo della musica nell'industria cinematografica
- Anywhere in Our Time film sperimentale tedesco

### Henrietta Award

#### Il miglior attore del mondo
- Gregory Peck
- Marlon Brando
- Alan Ladd

#### La miglior attrice del mondo
- Audrey Hepburn
- June Allyson
- Pier Angeli
- Doris Day